# Гароццо, Энрико
Энрико Гароццо (итал. Enrico Garozzo, р.21 июня 1989) — итальянский фехтовальщик-шпажист, серебряный призёр Олимпийских игр 2016 года в командной шпаге, призёр чемпионатов мира и Европы, двукратный чемпион Италии (2013, 2015). Брат известного фехтовальщика-рапириста Даниэле Гароццо.

## Биография
Родился в 1989 году в Катании. В 2008 году стал чемпионом мира среди юниоров.
В 2013 году завоевал бронзовую медаль Средиземноморских игр. В 2014 году стал бронзовым призёром чемпионата мира. В 2016 году стал серебряным призёром чемпионата Европы в командном первенстве.
В 2019 году на чемпионате Европы в Дюссельдорфе уступил в полуфинале своему соотечественнику Андреа Сантарелли и завоевал бронзовую медаль. 